# Durian Remuk
Durian Remuk is een bestuurslaag in het regentschap Musi Rawas van de provincie Zuid-Sumatra, Indonesië. Durian Remuk telt 1677 inwoners (volkstelling 2010).